# Yuha
Kang Kyung-won (hangul: 강경원; hanja: 姜京元; rr: Gang Gyeong-won; MR: Kang Gyŏngwŏn; Gwangju, 5 de novembro de 1997), mais conhecida na carreira musical por seu nome artístico Gyeongwon (hangul: 경원; hanja: 于哈), é uma cantora e compositora sul-coreana. Ela é popularmente conhecida por ser integrante do grupo sul-coreano Hinapia, formado pela OSR Entertainment em 2019.

## Biografia
Yuha nasceu sob o nome Kang Kyung-won em 5 de novembro de 1997 em Gwangju, na Coreia do Sul. Ela frequentou a Korean Arts High School e se formou na Universidade de Mulheres de Dongbuk, com especialização em entretenimento.

## Carreira

### 2014–18: Início da carreira
Yuha entrou como estagiária na Pledis Entertainment em 2014, treinando por cerca de um ano e meio, especializando-se em canto e dança. No mesmo ano, Yuha serviu como dançarina de apoio para Raina e San E durante as apresentações de "A Midsummer Night’s Sweetness". Ainda em 2014, ela apareceu no videoclipe de "My Copycat", do Orange Caramel.
Em 2016, Yuha protagonizou o videoclipe "Overcome (여왕의 기사)", de NU'EST, lançado em 17 de fevereiro de 2016. Ainda em 2016, ela foi uma das estagiárias escolhidas para participar do reality show Produce 101. O programa estreou em 22 de janeiro de 2016 através da Mnet, sendo eliminada no episódio 8. No mês seguinte, Yuha foi confirmada como integrante do novo grupo feminino da Pledis Entertainment, apelidado de Pledis Girlz. De 14 de maio a 10 de setembro de 2016, o grupo realizou vários concertos para se promover antes de sua estreia. O grupo lançou o single digital de pré-estreia, "We", em 27 de junho.
Em 6 de janeiro de 2017, o Pledis Girlz realizou seu último concerto, intitulado Bye & Hi, anunciando seu nome oficial, "Pristin", uma junção de "prismático" (brilhante e claro) e "elastina" (força impecável). Em 2 de março, a Pledis Entertainment anunciou a estreia oficial de Pristin através de uma imagem promocional. Em 27 de março, o grupo realizou sua estreia oficial, lançando seu extended play, Hi! Pristin, e seu single, "Wee Woo".

### 2019: Fim de Pristin e Hinapia
Em 24 de maio de 2019, foi oficialmente anunciado o fim do Pristin, grupo que Yuha fez parte por mais de 2 anos.
No dia 29 de Outubro,foi anunciado que ela junto com outras 3 integrantes do Pristin e uma nova trainee fariam parte do grupo Hinapia da empresa novata OSR. O grupo debutou em 3 de novembro de 2019.

## Composições
| Ano  | Canção            | Artista  | Álbum           | Letra     | Letra                                     | Música    | Música |
| Ano  | Canção            | Artista  | Álbum           | Creditada | Com                                       | Creditada | Com    |
| ---- | ----------------- | -------- | --------------- | --------- | ----------------------------------------- | --------- | ------ |
| 2017 | "Over and Over"   | Pristin  | Hi! Pristin     | Sim       | Eunwoo, Sungyeon, Kyulkyung, Siyeon, Kyla | Não       | —      |
| 2017 | "Another Promise" | Pristin  | Another Promise | Sim       | Eunwoo, Kyulkyung, Siyeon                 | Não       | —      |
| 2017 | "Glass Shoes"     | fromis_9 | Glass Shoes     | Sim       | Roa, Sungyeon, Yehana                     | Não       | —      |

## Filmografia

### Programas de televisão
| Ano  | Título                       | Emissora  | Nota(s)                    |
| ---- | ---------------------------- | --------- | -------------------------- |
| 2016 | Please Take Care of Vanity 2 | Fashion N | Convidada com Siyeon       |
| 2016 | Produce 101 Season 01        | Mnet      | Concorrente; episódios 1–8 |

## Videografia

### Videoclipes
| Aparições                    | Aparições | Aparições      |
| Canção                       | Ano       | Artista        |
| ---------------------------- | --------- | -------------- |
| "Overcome (여왕의 기사)"     | 2016      | NU'EST         |
| "My Copycat (나처럼 해봐요)" | 2016      | Orange Caramel |